# Giro delle Fiandre 1970
Il Giro delle Fiandre 1970, cinquantaquattresima edizione della corsa, fu disputato il 5 aprile 1970, per un percorso totale di 265 km. Fu vinto dal belga Eric Leman, al traguardo con il tempo di 6h24'00", alla media di 41,410 km/h, davanti ai connazionali Walter Godefroot e Eddy Merckx.
I ciclisti che partirono da Gand furono 173; coloro che tagliarono il traguardo a Meerbeke furono 37.

## Ordine d'arrivo (Top 10)
| Pos. | Corridore            | Squadra   | Tempo    |
| ---- | -------------------- | --------- | -------- |
| 1    | Eric Leman           | Flandria  | 6h24'00" |
| 2    | Walter Godefroot     | Salvarani | s.t.     |
| 3    | Eddy Merckx          | Faemino   | a 10"    |
| 4    | Frans Verbeeck       | Geens     | s.t.     |
| 5    | Roger Rosiers        | Bic       | s.t.     |
| 6    | Jean-Pierre Monseré  | Flandria  | a 25"    |
| 7    | Patrick Sercu        | Dreher    | s.t.     |
| 8    | Jan Janssen          | Bic       | s.t.     |
| 9    | Daniel Van Ryckeghem | Mann      | s.t.     |
| 10   | Evert Dolman         | Willem II | s.t.     |